# Västra Flasskär
Västra Flasskär är en ö i Finland. Den ligger i Norra Östersjön eller Skärgårdshavet och i kommunen Kimitoön i den ekonomiska regionen  Åboland i landskapet Egentliga Finland, i den sydvästra delen av landet. Ön ligger omkring 76 kilometer söder om Åbo och omkring 160 kilometer väster om Helsingfors.
Öns area är 0,6 hektar och dess största längd är 130 meter i öst-västlig riktning. Det finns inga samhällen i närheten.